# Беттини (лунный кратер)
Кратер Беттини (лат. Bettinus) — крупный ударный кратер у юго-западного лимба видимой стороны Луны. Название дано в честь итальянского философа-иезуита, математика и астронома Марио Беттини (1582—1657) и утверждено Международным астрономическим союзом в 1935 г.

## Описание кратера
Ближайшими соседями кратера являются гигантский кратер Байи на западе; кратер Цукки на северо-западе и кратер Кирхер на юге. Селенографические координаты центра кратера — 63°24′ ю. ш. 45°10′ з. д. / 63,40° ю. ш. 45,16° з. д., диаметр — 72 км, глубина — 3690 м.
Кратер имеет массивный, несколько разрушенный вал. На внутреннем склоне вала есть террасы. Высота вала над окружающей местностью составляет около 1300 м, объем кратера приблизительно 4500 км³. Дно чаши кратера ровное, отмечено множеством мелких кратеров, массивный центральный пик смещен к западу от центра чаши. Состав центрального пика — анортозит и габбро-норито-троктолитовый анортозит с содержанием плагиоклаза 85-90 % (GNTA1).
В связи с расположением у лимба Луны при наблюдениях кратер имеет искаженную форму из-за перспективных искажений.

## Сателлитные кратеры
| Беттини | Координаты                                            | Диаметр, км |
| ------- | ----------------------------------------------------- | ----------- |
| A       | 64°53′ ю. ш. 49°02′ з. д. / 64,88° ю. ш. 49,03° з. д. | 25,7        |
| B       | 63°32′ ю. ш. 51°19′ з. д. / 63,54° ю. ш. 51,31° з. д. | 25,2        |
| C       | 63°20′ ю. ш. 38°05′ з. д. / 63,33° ю. ш. 38,09° з. д. | 22,6        |
| D       | 65°00′ ю. ш. 46°37′ з. д. / 65,00° ю. ш. 46,61° з. д. | 10,5        |
| E       | 63°13′ ю. ш. 42°23′ з. д. / 63,21° ю. ш. 42,38° з. д. | 7,9         |
| F       | 62°58′ ю. ш. 44°01′ з. д. / 62,97° ю. ш. 44,02° з. д. | 6,8         |
| G       | 61°36′ ю. ш. 44°44′ з. д. / 61,60° ю. ш. 44,74° з. д. | 6,5         |
| H       | 64°37′ ю. ш. 43°49′ з. д. / 64,62° ю. ш. 43,82° з. д. | 7,8         |